# Imprensa Nacional-Casa da Moeda
A Imprensa Nacional-Casa da Moeda (INCM) é uma sociedade anónima de capitais públicos que resulta da fusão, em 1972, da Imprensa Nacional e da Casa da Moeda portuguesas.

## História

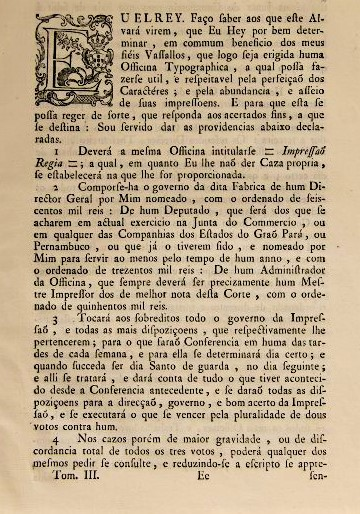
Alvará de criação da Imprensa Régia de Portugal em 1768.

A atual Imprensa Nacional tem origem na Impressão Régia, que foi criada por Alvará de 24 de dezembro de 1768, em seus primórdios também fora denominada de Régia Oficina Tipográfica, que fundiu com a antiga Fábrica dos caractéres, fundada no ano de 1732 por Jean de Villeneuve.
Em 1833 teve a denominação reformada para Imprensa Nacional.
A INCM tem a seu cargo a produção de bens e serviços fundamentais ao funcionamento do Estado português, como:
- edição de publicações oficiais, como o Diário da República;
- edição de obras essenciais da cultura portuguesa e universal;
- produção de documentos de segurança, como o cartão de cidadão, o passaporte e os selos postais;
- cunhagem de moeda metálica;
- autenticação de artefactos de metais preciosos.

Em 2018, a Imprensa Nacional assinala os seu 250 anos. A exposição Imprimere na Casa do Design, com curadoria de Rúben Dias e Sofia Meira, é um dos primeiros eventos destas comemorações.